# پرچم مالدیو

پرچم مالدیو با تناسب ۲:۳

پرچم مالدیو با تناسب ۲:۳ در ۲۵ ژوئیهٔ ۱۹۶۵ توسط آن کشور پذیرفته شد. این پرچم دارای زمینه‌ای سرخ رنگ است که یک مستطیل بزرگ سبز رنگ در وسط آن قرار گرفته و هلال ماه سفیدرنگی به‌صورت عمودی و رو به بخش پرواز پرچم در میان این مستطیل سبزرنگ واقع شده است. پهنای این حاشیهٔ سرخ یک چهارم پهنای پرچم و پهنای مستطیل سبز، نصف پهنای پرچم است. همچنین طول این مستطیل دو سوم طول خود پرچم می‌باشد.

## نمادشناسی
در پرچم جمهوری مالدیو:
- حاشیهٔ سرخ یادآور خون قهرمانان ملی‌ای است که در راه کسب استقلال،[۱] حق حاکمیت مردم[۱] و در دفاع از کشورشان[۲] از جان خود گذشتند.[۲][۱]
- مستطیل سبز نماد زندگی، پیشرفت و کامیابی[۱] و همچنین نشانهٔ صلح است.[۲]
- هلال ماه سفید نماد اسلام[۲] و ایمان اسلامی ملت مالدیو است.[۱]

## نگارخانه

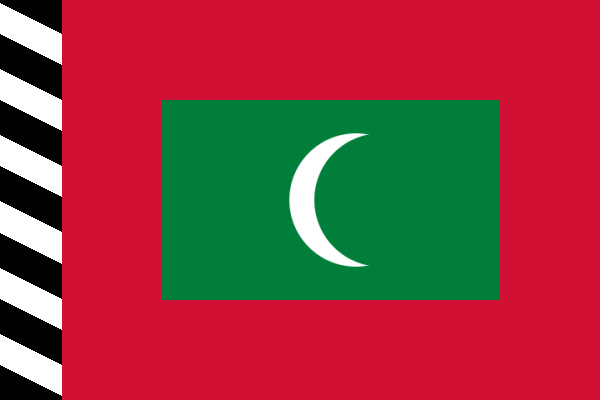